# Dmitry Nekrashevich
Dmitry Nekrashevich (tiếng Belarus: Дзмітрый Некрашэвіч; tiếng Nga: Дмитрий Некрашевич; sinh 26 tháng 8 năm 2001) là một cầu thủ bóng đá Belarus. Tính đến năm 2017, anh thi đấu cho Isloch Minsk Raion.
Trong ngày anh ra mắt cho Isloch Minsk Raion, anh tạo nên kỉ lục là cầu thủ trẻ nhất từng thi đấu ở Giải bóng đá ngoại hạng Belarus.